# Dunajek Mały
Dunajek Mały (niem. Klein Duneiken, do 1938 Klein Duneyken) – wieś w Polsce położona w województwie warmińsko-mazurskim, w powiecie gołdapskim, w gminie Gołdap nad Gołdapą.
W latach 1975–1998 miejscowość administracyjnie należała do województwa suwalskiego.
Inne miejscowości o nazwie Dunajek: Dunajek